# Piąty element (album)
Piąty element/The Fifth Element – anglojęzyczna wersja albumu Piąty żywioł polskiej grupy muzycznej Turbo.

## Lista utworów
1. Think And Fight
2. Taste Of Forever
3. Heart On The Pyre
4. The Fifth Element
5. Smash The Wall
6. Handful Of Sand
7. Relentless
8. Amalgam
9. Light Up The Night
10. This War Machine
11. Blues Measured By The Clock Ticking
12. Smash The Wall (acoustic)

## Twórcy
- Wojciech Hoffmann – gitara
- Bogusz Rutkiewicz – gitara basowa, gitara, gitara akustyczna
- Mariusz Bobkowski – perkusja
- Tomasz Struszczyk – śpiew, gitara akustyczna
- Dominik Jokiel – gitara